# Наследники (франшиза)
«Наследники» (англ. Descendants) — франшиза, состоящая из трёх фильмов Disney Channel режиссёра Кенни Ортега, созданных Джосанн Макгиббон и Сарой Парриотт. В главных ролях — Дав Камерон, Камерон Бойс, София Карсон, Бу Бу Стюарт и Чайна Энн Макклейн. Каждый фильм рассказывает о жизни детей-подростков пяти диснеевских злодеев на Острове Потерянных и их переезде в Аурадон по просьбе сына-подростка королевы Белль и короля Чудовища.
В 2024 году вышла новая часть «Наследники: Возвышение Рэд». В ней главными героинями становятся дочь Червовой королевы и дочка Золушки.

## Фильмы
- Наследники
- Наследники 2
- Наследники 3
- Наследники: Возвышение Рэд
- Наследники:Злодейская Страна Чудес

### Возможные продолжения
В сентябре 2021 года «Deadline Hollywood» сообщил, что Disney разрабатывает ещё два фильма к франшизе «Наследники».
10 мая 2022 года новое продолжение под названием «Наследники: Карманные часы» получил зелёный свет для стриминга Disney+, режиссёром которого стала Дженнифер Пханг. В центре сюжета будут Красная, дочь-подросток Королевы Червей, и Хлоя, дочь Золушки и Прекрасного Принца, которые объединятся и будут путешествовать во времени, чтобы предотвратить катастрофическое событие. 11 сентября 2022 года было объявлено, что в четвёртом фильме, который теперь называется «Наследники 4», сыграет главную роль Чайна Энн Макклейн, которая вернётся в роли Умы, вместе с Кайли Кантралл (в роли Красной) и Дарой Рене (в роли Ульяны), которые присоединились к актёрскому составу фильма. В ноябре 2022 года снова было упомянуто, что в фильме «Наследники: Карманные часы» снимутся Рита Ора (в роли Королевы червей), Брэнди (в роли Золушки), Малия Бейкер (в роли Хлои), Руби Роуз Тернер (в роли Бриджит), Морган Дадли (в роли Эллы) и Джошуа Колли (в роли Крюка), а Мелани Пэксон вернётся в роли Крёстной феи. 21 марта 2023 года было объявлено официальное название фильма «Наследники: Возвышение Ред».

## Спин-оффы

### Спин-офф приквела
Перед премьерой фильма Disney Channel анонсировал мини-сериал, являющегося приквелом к событиям первого фильма. Каждый день к выходу фильма будет выпущен новый эпизод к сериалу «Наследники: Школа секретов», раскрывающих больше секретов об сыновьях и дочерях злодеев. Каждый эпизод серии длится менее 5 минут и на данный момент вышло всего 23 эпизода.

### Анимационный сериал
Сразу после выхода первого фильма на Disney Channel было объявлено о том, что 18 сентября 2015 года будет выпущен анимационный мультсериал «Наследники: Злодейский мир». Кроме того, Алики Теофилопулос, ранее работавшая над мультсериалом «Финес и Ферб», объявила в Твиттере, что она руководит мультсериалом, а Дженни Кук будет продюсером, и что оригинальный состав фильма повторит их роли в мультсериале.

## Актёрский состав
| Персонажи          | Фильмы                | Фильмы                   | Фильмы                   |
| Персонажи          | Наследники            | Наследники 2             | Наследники 3             |
| Персонажи          | 2015                  | 2017                     | 2019                     |
| ------------------ | --------------------- | ------------------------ | ------------------------ |
| Мэл                | Дав Камерон           | Дав Камерон              | Дав Камерон              |
| Карлос             | Камерон Бойс          | Камерон Бойс             | Камерон Бойс             |
| Иви                | София Карсон          | София Карсон             | София Карсон             |
| Джей               | Бу Бу Стюарт          | Бу Бу Стюарт             | Бу Бу Стюарт             |
| Бен                | Митчелл Хоуп          | Митчелл Хоуп             | Митчелл Хоуп             |
| Фея-крёстная       | Мелани Пакссон        | Мелани Пакссон           | Мелани Пакссон           |
| Джейн              | Бренна ДʼАмико        | Бренна ДʼАмико           | Бренна ДʼАмико           |
| Даг                | Захари Гибсон         | Захари Гибсон            | Захари Гибсон            |
| Чад Очаровательный | Джедидайя Гудакр      | Джедидайя Гудакр         | Джедидайя Гудакр         |
| Белль              | Киган Коннор Трейси   | Киган Коннор Трейси      | Киган Коннор Трейси      |
| Чудовище           | Дэн Пэйн              | Дэн Пэйн                 | Дэн Пэйн                 |
| Лонни              | Дайян Доан            | Дайян Доан               |                          |
| принцесса Одри     | Сара Джеффри          |                          | Сара Джеффри             |
| Стервелла Де Виль  | Венди Ракель Робинсон |                          |                          |
| Джафар             | Маз Джобрани          |                          |                          |
| Злая королева      | Кэти Наджими          |                          |                          |
| Малефисента        | Кристин Ченовет       |                          |                          |
| Королева Лия       | Джудит Макси          |                          | Джудит Макси             |
| Ума                |                       | Чайна Энн Макклейн       | Чайна Энн Макклейн       |
| Гарри Крюк         |                       | Томас Доэрти             | Томас Доэрти             |
| Гил                |                       | Дилан Плэйфейр           | Дилан Плэйфейр           |
| Диззи Тремейн      |                       | Анна Кэткарт             | Анна Кэткарт             |
| Чуви               |                       | Бобби Мойнихан (озвучка) | Бобби Мойнихан (озвучка) |
| Аид                |                       |                          | Шайенн Джексон           |
| Селия              |                       |                          | Джада Мари               |
| Доктор Фасилье     |                       |                          | Джеймал Симс             |

## Дискография

### Альбомы саундтреков
| Наследники                                                                                | - Дата выхода: 31 июля 2015 - Форматы: CD, цифровая загрузка - Метка: Walt Disney | 1 | 1 | 57 | 178 | 102 | 50 | 19 | 50 | — | 36 | - RIAA: Gold |
| Наследники 2                                                                              | - Дата выхода: 21 июля 2017 - Форматы: CD, цифровая загрузка - Метка: Walt Disney | 6 | 1 | 64 | 192 | 135 | —  | —  | —  | — | 53 | - RIAA: Gold |
| «—» обозначает выпуски, которые не были намечены или не были выпущены на этой территории. |                                                                                   |   |   |    |     |     |    |    |    |   |    |              |

### Синглы
| «If Only»                                                                                 | 2015 | 94 | —  | 186 | —  | - RIAA: Gold | Наследники          |
| «Rotten to the Core»                                                                      | 2015 | —  | —  | —   | —  |              | Наследники          |
| «Ways to Be Wicked»                                                                       | 2017 | —  | —  | —   | —  | - RIAA: Gold | Наследники 2        |
| «What’s My Name»                                                                          | 2017 | 61 | 94 | —   | 39 | - RIAA: Gold | Наследники 2        |
| «Chillin' Like a Snowman»                                                                 | 2017 | —  | —  | —   | —  |              | Синглы без альбомов |
| «Stronger»                                                                                | 2018 | —  | —  | —   | —  |              | Синглы без альбомов |
| «—» обозначает выпуски, которые не были намечены или не были выпущены на этой территории. |      |    |    |     |    |              |                     |

### Промо-синглы
| Название                                                                                          | Год  | Пик диаграмма позиции | Пик диаграмма позиции | Альбомы             |
| Название                                                                                          | Год  | US                    | US KDS                | Альбомы             |
| ------------------------------------------------------------------------------------------------- | ---- | --------------------- | --------------------- | ------------------- |
| «Believe»                                                                                         | 2015 | —                     | 1                     | Наследники          |
| «Genie in a Bottle» (performed by Dove Cameron)                                                   | 2016 | —                     | —                     | Синглы без альбомов |
| «I’m Your Girl» (performed by Dove Cameron and Sofia Carson)                                      | 2016 | —                     | —                     | Синглы без альбомов |
| «Rather Be With You» (performed by Dove Cameron, Sofia Carson, Lauryn McClain and Brenna D’Amico) | 2016 | —                     | —                     | Наследники 2        |
| «Evil»                                                                                            | 2016 | —                     | —                     | Наследники 2        |
| «Better Together»                                                                                 | 2017 | —                     | —                     | Наследники 2        |
| «—» обозначает выпуски, которые не были намечены или не были выпущены на этой территории.         |      |                       |                       |                     |

### Другие песни
| «Rotten to the Core»                                                                      | 2015 | 38 | 66 | - RIAA: Gold | Наследники   |
| «Evil Like Me»                                                                            | 2015 | —  | —  |              | Наследники   |
| «Did I Mention»                                                                           | 2015 | —  | —  |              | Наследники   |
| «Set it Off»                                                                              | 2015 | —  | —  |              | Наследники   |
| «Chillin' Like a Villain»                                                                 | 2017 | 95 | —  | - RIAA: Gold | Наследники 2 |
| «It’s Goin' Down»                                                                         | 2017 | 77 | —  | - RIAA: Gold | Наследники 2 |
| «You and Me»                                                                              | 2017 | —  | —  |              | Наследники 2 |
| «—» обозначает выпуски, которые не были намечены или не были выпущены на этой территории. |      |    |    |              |              |

### Другие появления
| Название                  | Год  | В исполнении                                          | Альбом                             |
| ------------------------- | ---- | ----------------------------------------------------- | ---------------------------------- |
| «Весёлый до глубины души» | 2016 | Дав Камерон, София Карсон, Камерон Бойс и Бубу Стюарт | Новогодние хиты Канала Дисней — EP |

### Видеоклипы
| Название             | Год  | Исполнитель(и)                                        | Режиссёр(ы)                 | Ссылки |
| -------------------- | ---- | ----------------------------------------------------- | --------------------------- | ------ |
| «Believe»            | 2015 | Шон Мендес                                            | Джейк Кэздан                | [ 47 ] |
| «If Only»            | 2015 | Дав Камерон                                           | Кенни Ортега                | [ 48 ] |
| «Rotten to the Core» | 2015 | София Карсон                                          | Нарен Уилкс и Адам Сантелли | [ 49 ] |
| «Genie in a Bottle»  | 2016 | Дав Камерон                                           | Джей Мартин                 | [ 50 ] |
| «Jolly to the Core»  | 2016 | Дав Камерон, София Карсон, Кэмерон Бойс и Бубу Стюарт | Неизвестно                  | [ 51 ] |
| «Ways to Be Wicked»  | 2017 | Дав Камерон, София Карсон, Кэмерон Бойс и Бубу Стюарт | Кенни Ортега                | [ 52 ] |
| «What’s My Name»     | 2017 | Китай Энн Макклейн, Томас Доэрти и Дилан Плейфэйр     | Кенни Ортега                | [ 53 ] |
| «Stronger»           | 2018 | Дав Камерон и Чина Энн Макклейн                       | Скотт Рея                   |        |

## Короткометражный фильм
10 августа 2018 года был анонсирован короткометражный фильм «Under the Sea: Descendants Story», который вышел 28 сентября 2018 года. Короткометражка является прямым продолжением «Наследников 2». История вращается вокруг Мэл, в исполнении Дав Камерон, которая находит синий огненный шар в лесу, затем она встречает Диззи, которую играет Анна Кэткарт, которая одержима ожерельем Умы. Тизер данной короткометражки был выпущен 10 августа 2018 года.